# Associação de Futebol de Vila Real
Associação de Futebol de Vila Real (AFVR) é o organismo que tutela as competições, clubes e atletas do Distrito de Vila Real.

## Competições AF de Vila Real
| Season  | Divisão Honra        | Taça       | Supertaça Sequeira Teles |
| ------- | -------------------- | ---------- | ------------------------ |
| 2024/25 |                      |            | Régua                    |
| 2023/24 | Régua                | Régua      | Régua                    |
| 2022/23 | Vila Real            | Vila Real  | Vilar de Perdizes        |
| 2021/22 | Vilar de Perdizes    | Mondinense | FC Santa Marta           |
| 2020/21 | Valpaços             | Régua      |                          |
| 2019/20 | Cancelado            | Cancelado  | Cancelado                |
| 2018/19 | Vila Real            | Vila Real  | Vila Real                |
| 2017/18 | Desportivo de Chaves | Vila Real  | Desportivo de Chaves     |
| 2016/17 | Mondinense           | Vila Real  | Vila Real                |
| 2015/16 | Montalegre           | Cerva      | Montalegre               |
| 2014/15 | Mondinense           | Montalegre | Montalegre               |
| 2013/14 | Vila Real            | Montalegre | Vila Real                |
| 2012/13 | Pedras Salgadas      | Vila Pouca | Pedras Salgadas          |
| 2011/12 | Valpaços             |            |                          |
| 2010/11 | Vila Real            |            |                          |
| 2009/10 | Mondinense           |            |                          |
| 2008/09 | Montalegre           |            |                          |
| 2007/08 | Vila Real            |            |                          |
| 2006/07 | Vidago               |            |                          |
| 2005/06 | Alijoense            |            |                          |
| 2004/05 | Mondinense           |            |                          |
| 2003/04 | S. M. Penaguião      |            |                          |
| 2002/03 | Régua                |            |                          |
| 2001/02 | Vila Pouca           |            |                          |
| 2000/01 | Valpaços             |            |                          |

## Clubes nos escalões nacionais
Na época 2016–17, a Associação de Futebol de Vila Real tinha os seguintes representantes nos campeonatos nacionais:
- Na Primeira Liga: Desportivo de Chaves
- No Campeonato de Portugal (Série A): Juventude de Pedras Salgadas e Montalegre